# Djida Nawel Ialloulène
Djida Nawel Ialoullène, née le 4 janvier 1978, est une athlète algérienne.

## Carrière
Djida Nawel Ialoullène est médaillée de bronze du lancer du marteau aux Championnats d'Afrique de 1998 et aux Championnats d'Afrique de 2000.
Elle est championne d'Algérie du lancer du marteau en 1997, 1998, 1999 et 2000.